# Мустакато шаварче
Мустакатото шаварче (Acrocephalus melanopogon) е вид птица от семейство Шаварчеви (Acrocephalidae).

## Разпространение
Видът гнезди в Южна Европа и умерена Южна Азия. По-рядко може да се види и в Северозападна Африка.
Среща се и в България.

## Начин на живот и хранене
Храни се с насекоми.